# Somatina lemairei
Somatina lemairei là một loài bướm đêm trong họ Geometridae.